# Collegio plurinominale Lazio - 01 (2017)
Il collegio elettorale plurinominale Lazio - 01 è stato un collegio elettorale plurinominale della Repubblica Italiana per l'elezione del Senato tra il 2017 ed il 2022.

## Territorio
Come previsto dalla legge elettorale italiana del 2017, il collegio era stato definito tramite decreto legislativo all'interno della circoscrizione Lazio.
Il collegio comprendeva la zona definita dai tre collegi uninominali Lazio - 01 (Roma - Quartiere Gianicolense), Lazio - 02 (Roma - Quartiere Tuscolano) e Lazio - 03 (Roma - Quartiere Portuense).

## Dati elettorali

### XVIII legislatura
Come previsto dalla legge elettorale, 193 senatori erano eletti in 33 collegi plurinominali con ripartizione proporzionale a livello regionale tra le coalizioni e le singole liste che avessero superato la soglia di sbarramento stabilita.
Nel collegio venivano eletti 9 senatori.
| Liste          | Liste                                       | Proporzionale | Proporzionale | Proporzionale | Maggioritario | Maggioritario | Maggioritario |  |
| Liste          | Liste                                       | Voti          | %             | Seggi         | Voti          | %             | Seggi         |  |
| -------------- | ------------------------------------------- | ------------- | ------------- | ------------- | ------------- | ------------- | ------------- |  |
|                | Forza Italia                                | 94 808        | 11,13         | 1             | 265 091       | 31,13         | 1             |  |
|                | Lega                                        | 92 098        | 10,82         | 1             | 265 091       | 31,13         | 1             |  |
|                | Fratelli d'Italia                           | 72 974        | 8,57          | –             | 265 091       | 31,13         | 1             |  |
|                | Noi con l'Italia – UDC                      | 5 211         | 0,61          | –             | 265 091       | 31,13         | 1             |  |
|                | Partito Democratico                         | 202 302       | 23,76         | 2             | 262 752       | 30,86         | 1             |  |
|                | +Europa                                     | 49 900        | 5,86          | –             | 262 752       | 30,86         | 1             |  |
|                | Italia Europa Insieme                       | 6 247         | 0,73          | –             | 262 752       | 30,86         | 1             |  |
|                | Civica Popolare                             | 4 303         | 0,51          | –             | 262 752       | 30,86         | 1             |  |
|                | Movimento 5 Stelle                          | 235 313       | 27,63         | 1             | 235 313       | 27,63         | 1             |  |
|                | Liberi e Uguali                             | 43 178        | 5,07          | 1             | 43 178        | 5,07          | –             |  |
|                | Potere al Popolo!                           | 18 528        | 2,18          | –             | 18 528        | 2,18          | –             |  |
|                | CasaPound                                   | 9 766         | 1,15          | –             | 9 766         | 1,15          | –             |  |
|                | Il Popolo della Famiglia                    | 5 195         | 0,61          | –             | 5 195         | 0,61          | –             |  |
|                | Partito Comunista                           | 4 677         | 0,55          | –             | 4 677         | 0,55          | –             |  |
|                | Italia agli Italiani (FN - MSFT)            | 2 728         | 0,32          | –             | 2 728         | 0,32          | –             |  |
|                | Democrazia Cristiana                        | 1 823         | 0,21          | –             | 1 823         | 0,21          | –             |  |
|                | Per una Sinistra Rivoluzionaria (PCL - SCR) | 1 033         | 0,12          | –             | 1 033         | 0,12          | –             |  |
|                | Lista del Popolo per la Costituzione        | 856           | 0,10          | –             | 856           | 0,10          | –             |  |
|                | Partito Repubblicano Italiano – ALA         | 630           | 0,07          | –             | 630           | 0,07          | –             |  |
| Totale         | Totale                                      | 851 570       | 100           | 6             | 851 570       | 100           | 3             |  |
|                |                                             |               |               |               |               |               |               |  |
| Schede bianche | Schede bianche                              | 7 574         | 0,87          |               |               |               |               |  |
| Schede nulle   | Schede nulle                                | 15 133        | 1,73          |               |               |               |               |  |
| Votanti        | Votanti                                     | 874 277       | 72,32         |               |               |               |               |  |
| Elettori       | Elettori                                    | 1 208 962     |               |               |               |               |               |  |

## Eletti

### Eletti maggioritario
Eletti nella coalizione di centro-destra (FI - Lega - FdI - NcI-UDC)
     Eletti nel Movimento 5 Stelle
     Eletti nella coalizione di centro-sinistra (PD - +EUR - Insieme - CP)
| Collegio uninominale | Eletto | Eletto        | Partito |
| -------------------- | ------ | ------------- | ------- |
| 1. Roma-Gianicolense |        | Emma Bonino   | +Europa |
| 2. Roma-Tuscolano    |        | Paola Taverna | M5S     |
| 3. Roma-Portuense    |        | Paola Binetti | UdC     |

1. ↑  Aderisce al gruppo misto, componente «+Europa - Azione».

### Eletti proporzionale
| Movimento 5 Stelle | Partito Democratico           | Forza Italia   | Lega           | Liberi e Uguali    |
| ------------------ | ----------------------------- | -------------- | -------------- | ------------------ |
|                    |                               |                |                |                    |
| Gianluca Perilli   | Luigi Zanda Annamaria Parente | Francesco Giro | Anna Bonfrisco | Loredana De Petris |

1. ↑  In data 07.10.2019 aderisce al gruppo Italia Viva-P.S.I..
2. ↑  Dimissionaria in data 01.07.2019 (assume la carica di eurodeputata); in data 02.07.2019 le subentra Kristalia Rachele Papaevangeliu, la cui elezione viene annullata in data 31.07.2019 a seguito di un riconteggio nei voti nel collegio plurinominale Calabria - 01 che ha rimosso il seggio a Matteo Salvini, il quale però risultando eletto in più circoscrizioni subentra a Kristalia Rachele Papaevangeliu nel collegio plurinominale Lazio - 01.